# Réquiem para el gringo
Réquiem para el gringo es un spaghetti western del año 1968 dirigido por los cineastas españoles Eugenio Martín y José Luis Merino.

## Argumento
Un viejo cazador de recompensas, a quien sus amigos han privado de ayudantes, deberá aprovechar un eclipse de Sol para deshacerse del sanguinario grupo de forajidos de la ciudad de Carranza.